# Raymond III van Rouergue
Raymond III van Rouergue (overleden in 1008) was van 961 tot aan zijn dood graaf van Rouergue en Quercy. Hij behoorde tot het huis Rouergue.

## Levensloop
Raymond III was de oudste zoon van graaf Raymond II van Rouergue uit diens huwelijk met Bertha, dochter van markgraaf Boso van Toscane. Na de dood van zijn vader in 961 werd hij graaf van Rouergue. In deze functie had hij ook de suzereiniteit over naburige landerijen, met name Albi en  Nîmes.
Volgens de Liber miraculorum Sancte Fidis stierf Raymond III in 1008 tijdens een pelgrimstocht naar Jeruzalem. Voorafgaand aan zijn vertrek schonk hij de Abdijkerk van Sainte-Foy 21 vergulde zilveren vaten, een duur gouden zadel en een landgoed aan de Middellandse Zee met zoutpan. Volgens eerder genoemd boek had Raymond het zadel als buit verworven in een oorlog tegen de Saracenen. Dit verwijst waarschijnlijk naar zijn deelname aan een verdedigingscampagne tegen al-Mansur, een generaal uit het kalifaat Córdoba, die rond het jaar 987 plaatsvond.
Raymond III was gehuwd met Richardis van Millau, met wie hij een zoon Hugo (986-1053) kreeg, zijn opvolger als graaf van Rouergue.